# Cymbulioidea
Cymbulioidea Gray, 1840 è una superfamiglia di molluschi gasteropodi marini dell'ordine degli Pteropodi. È l'unica superfamiglia del sottordine Pseudothecosomata.

## Descrizione

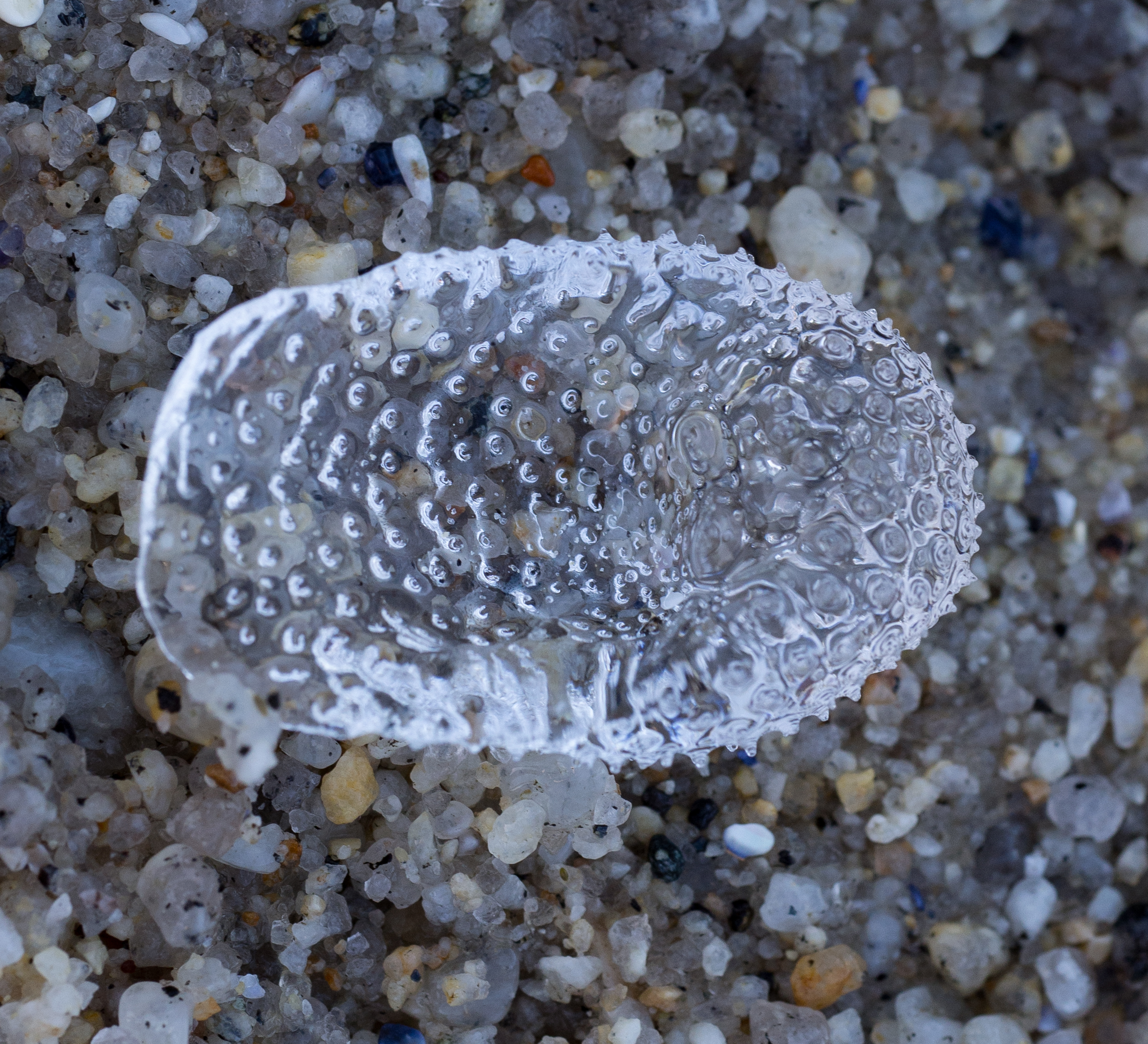
Pseudoconca di Corolla spectabilis

Questi molluschi, di piccole dimensioni, sono in genere privi di una vera e propria conchiglia calcarea, che viene persa durante la metamorfosi da fase larvale a fase adulta, ma posseggono un guscio di consistenza gelatinosa noto come pseudoconca.
I parapodi sono fusi e formano un disco natatorio unico a forma di cuore.

## Tassonomia
La superfamiglia comprende le seguenti famiglie e generi:
- Cymbuliidae Gray, 1840
  - Corolla Dall, 1871
  - Cymbulia Péron & Lesueur, 1810
  - Gleba Forsskål, 1776
- Desmopteridae Chun, 1889
  - Desmopterus Chun, 1889
- Peraclidae Tesch, 1913
  - Peracle Forbes, 1844